# Гудов
Гудов (нім. Gudow) — громада в Німеччині, розташована в землі Шлезвіг-Гольштейн. Входить до складу району Герцогство Лауенбург. Складова частина об'єднання громад Бюхен.
Площа — 42,26 км2. Населення становить 1679 ос. (станом на 31 грудня 2020).